# Yma Sumac
Yma Sumac, (anche riportato con le grafie Ymma Sumak e Imma Sumack), pseudonimo di Zoila Augusta Emperatriz Chávarri del Castillo, nata Zoila Emperatriz Chávarri Castillo (Ichocán, 13 settembre 1922 – Los Angeles, 1º novembre 2008) è stata una cantante peruviana.
Soprano considerata la cantante più virtuosa del ventesimo secolo, fu, negli anni cinquanta, una delle più note e importanti esponenti dell'exotica. Viene ricordata principalmente per la sua voce che, all'epoca, copriva un'estensione di quattro o cinque ottave (i pareri sono discordi).

## Biografia

### Gioventù e primi anni di carriera
L'anno e il luogo della sua nascita variano a seconda delle diverse biografie pubblicate. Stando alle fonti, risulta nata negli anni venti a Ichocán, oppure a Lima, o ancora nella periferia della capitale; tuttavia la sua famiglia possedeva una fattoria a Ichocán, dove si pensa che trascorse la maggior parte della sua infanzia. Sul suo personaggio, forse per crearne il mito, circolarono molte voci: si diceva che fosse una principessa inca, diretta discendente dell'imperatore Atahualpa e che fosse in grado di emettere dei vocalizzi impossibili da udire da un orecchio umano; si diceva anche che non fosse peruviana, ma newyorchese o canadese e che il suo vero nome fosse "Amy Camus", di cui "Yma Sumac" è la lettura a rovescio, diceria nata dal fatto che aveva la doppia nazionalità. In Quechua, Yma Sumac significa "che bella!" o "che bellezza!" (in grafia standard Quechua moderna: ima sumaq).
Si affermò nei primi anni quaranta come cantante folk e si esibì per la prima volta alla radio nel 1942. Il 6 giugno dello stesso anno, sposò il compositore e direttore d'orchestra Moisés Vivanco. Nel 1943, incise in Argentina, col nome di "Imma Sumack", una raccolta di 18 brani della tradizione popolare peruviana, accompagnata dall'orchestra di Vivanco: la Compañía Peruana de Arte, un ensemble di 46 musicisti e danzatori indios.
Nel 1949 Yma Sumac e Vivanco si trasferirono negli Stati Uniti, dove si esibirono come "Inca Taky Trio", con Moisés Vivanco alla chitarra, Cholita Rivero (cugina della Sumac) voce contralto e ballo, Yma Sumac soprano. Il trio nel 1950 fece un contratto con la Capitol Records.

### Successo
L'artista giunse al successo con il suo album di debutto Voice of the Xtabay (1950), registrato con l'aiuto del marito e di Les Baxter. In esso, così come nelle seguenti, esigue, uscite, avviene una commistione all'avanguardia, ma comunque accessibile, di musica popolare sudamericana, ritmiche afro-cubane e sonorità occidentali. All'apice della popolarità, Yma Sumac debuttò a Broadway con Flahooley (1951) e comparve in film a soggetto esotico: Il segreto degli Incas (1954), Omar Khayyam (1957).
Divenne cittadina degli Stati Uniti il 22 luglio 1955.
Nel 1957 divorziò dal marito; lo risposò due anni dopo, per poi divorziare nuovamente nel 1965. Da questo matrimonio, nel 1949 nacque il figlio Charles, che morì nel 1953. 
Nel 1960 le venne dedicata una stella nella Hollywood Walk of Fame.
Non senza qualche controversia, a lei viene attribuito il merito di aver cantato la nota più acuta mai registrata da una voce femminile (superando Erna Sack) nella canzone Chuncho (1961).

### Decadenza e ultimi anni di carriera
Yma Sumac iniziò a perdere in popolarità a partire dalla fine degli anni cinquanta a causa della dell'esplosione del rock and roll, la decadenza del fenomeno exotica e, più in generale, di un generale cambiamento dei gusti musicali del pubblico. Nel 1961, forse per far fronte a difficoltà finanziarie, Yma Sumac e l'Inca Taqui Trio iniziarono un tour mondiale durato cinque anni, che li portò in Unione Sovietica, Europa, Asia e America Latina. Del loro concerto di Bucarest, in Romania, rimane l'album Recital (1961), unico disco dal vivo della Sumac. Sempre negli anni sessanta e durante il decennio successivo, si esibì occasionalmente nei club e durante dei festival del Nord America; nel 1971 tentò di rilanciarsi con l'album rock Miracles.
Nel 1987 incise una canzone per l'album Stay Awake, una raccolta di canzoni dai film di Walt Disney reinterpretate.
Tra le sue ultime apparizioni sono alcuni concerti del 1997 nel corso del Montreal International Jazz Festival.

### Morte
Morì a Los Angeles il 1º novembre 2008. È sepolta nell'Hollywood Forever Cemetery.

## Onorificenze
Hollywood Walk of Fame, Usa

## Discografia
- Voice of the Xtabay (1950), Capitol H-244 (10" LP) - prima posizione nella Billboard 200 per sei settimane
- Inca Taqui (1953), Capitol L-243 (10" LP)
- Voice of the Xtabay, Capitol W-684 (include su un 12" LP i due precedenti)
- Legend of the Sun Virgin (1953), Capitol T-299
- Mambo! (1954), Capitol T-564
- Legend of the Jivaro (1957), Capitol T-770
- Fuego Del Andes (1959), Capitol ST 1169
- Recital/Live in Bucharest (1961), ELECTRECOR EDE073
- Miracles (1971), London XPS 608

## Yma Sumac nella cultura di massa
Il suo nome viene menzionato nella canzone Joe le taxi di Vanessa Paradis (1987), nella canzone Mother Fist di Marc Almond (1987) e nel romanzo Il guaritore di Carlo Sgorlon (1993).
La sua voce ha accompagnato gli spot pubblicitari per Red Passion Campari, del 1998, per Apple iPhone 12 con un remix di Gopher Mambo, del 2020, e per Lancia Ypsilon, del 2023.